# Бережанка (Волынская область)
Бережа́нка (укр. Бережанка) — село в Городищенской сельской общине Луцкого района Волынской области Украины.
Код КОАТУУ — 0720880201. Население по переписи 2001 года составляет 548 человек. Почтовый индекс — 45713. Телефонный код — 3379. Занимает площадь 16,88 км².

## История
В 1946 году указом ПВС УССР село Бискупичи переименовано в Бережанку.
До 2020 года входило в Гороховский район.